# Ernst Hoenisch (Fotograf)
Ernst Hoenisch (* 9. Dezember 1875 in Friedrichstadt; † 1951 in Grimma) war ein deutscher Berufsfotograf in Leipzig, der den Titel eines Hoffotografen führte.

## Leben
Aus den Leipziger Adressbüchern ermittelte die Deutsche Fotothek die Angaben, dass der „Hofphotograph“ mit seinem Leipziger Atelier E. Hoenisch ab 1903 im Haus Plagwitzer Straße 43 ansässig war, ab 1906 dann im Haus Thomasring 13 (heutiger Dittrichring). Um 1910 betrieb Hoenisch zudem eine Fotohandlung im Haus Gottschedstraße 27.
Zu den historisch bedeutenden Werken aus dem Schaffen Hoenischs zählt eine am 19. Oktober 1913 von Hoenisch gefertigte Dokumentarfotografie von der Grundsteinlegung der Deutschen Bücherei in Leipzig am 19. Oktober 1913. Das Werk versah die Deutsche Nationalbibliothek (DNB) in ihrem Katalog mit der Bildbeschreibung: Ansicht der feierlichen Zeremonie vom 19.10. (einen Tag nach der großen Feier zur Leipziger Völkerschlacht/Weihe des Völkerschlachtdenkmals), mit Tannengirlanden geschmückte Baugrube um den Grundstein; am Grundstein der König Friedrich August III. von Sachsen (seine Hammerschläge begleiten die Worte „Dem Reiche zur Ehre! dem Lande zu Wohl! den Arbeitenden und Werktätigen zum Nutzen!“) und Karl Siegismund, Vorsteher des Börsenvereins des Deutschen Buchhandels, die Urkunde haltend („Unvergänglich wie unser erlauchtes Königshaus erhebe sich über diesem Grundstein der Bau der Deutschen Bücherei, beschirmt von der Königlichen Regierung, gefördert von dem Wohlwollen der Stadt Leipzig. Immerdar sei die Deutsche Bücherei Pflegstätte deutscher Wissenschaft, wahrer Kunst und reiner Literatur...“).
Zu der am 2. September 1916 gefertigten Ansicht von der Einweihungsfeier der Deutschen Bibliothek gibt die DNB die Erläuterung: Einweihungsfeier im Großen Lesesaal mit sehr vielen Gästen (stehend), Direktor Gustav Wahl rechte Bildmitte, im Hintergrund an der Lesesaalwand provisorischer Sinnspruch von Artur Seemann „Waffenplatz sei und Walhalla den Geistern der neuen Germanen / Spende auch Frieden und Trost, Kind einer eisernen Zeit“. - Fotograf unbekannt; verzeichnete aber zugleich Ernst Hoenisch als Geistigen Schöpfer des Werkes.
1925 erschien der mit Fotografien von Hoenisch illustrierte und mit Texten des Rundfunk-Schriftstellers Paul Daehne versehene Bildband Die Hauptbahnhofswirtschaft zu Leipzig in Wort und Bild nebst einer Darstellung der Leipziger Eisenbahnen seit ihrem Ursprung.
1928 berichtete die Photographische Chronik, das Organ des Reichsinnungsverbands des Photographenhandwerks: Koll. Ernst Hoenisch konnte am 9. November das 25-jährige Geschäftsjubiläum feiern.
Seinen privaten Wohnsitz hatte Hoenisch um 1915 im Haus Kantstraße 9, anschließend im Haus Weststraße 10 sowie um 1938 im Haus Gottschedstraße 2.

## Bekannte Werke (Auswahl)
- Paul Daehne: Die Hauptbahnhofswirtschaft zu Leipzig in Wort und Bild nebst einer Darstellung der Leipziger Eisenbahnen seit ihrem Ursprung. (mit Fotografien von Ernst Hoenisch) E. Naumann, Leipzig o. J. (1925).[4]

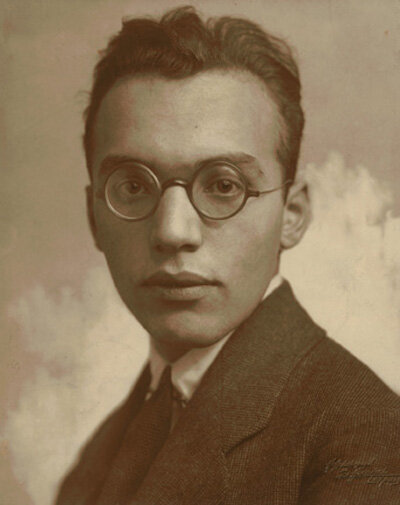
Kurt Weill, 1919
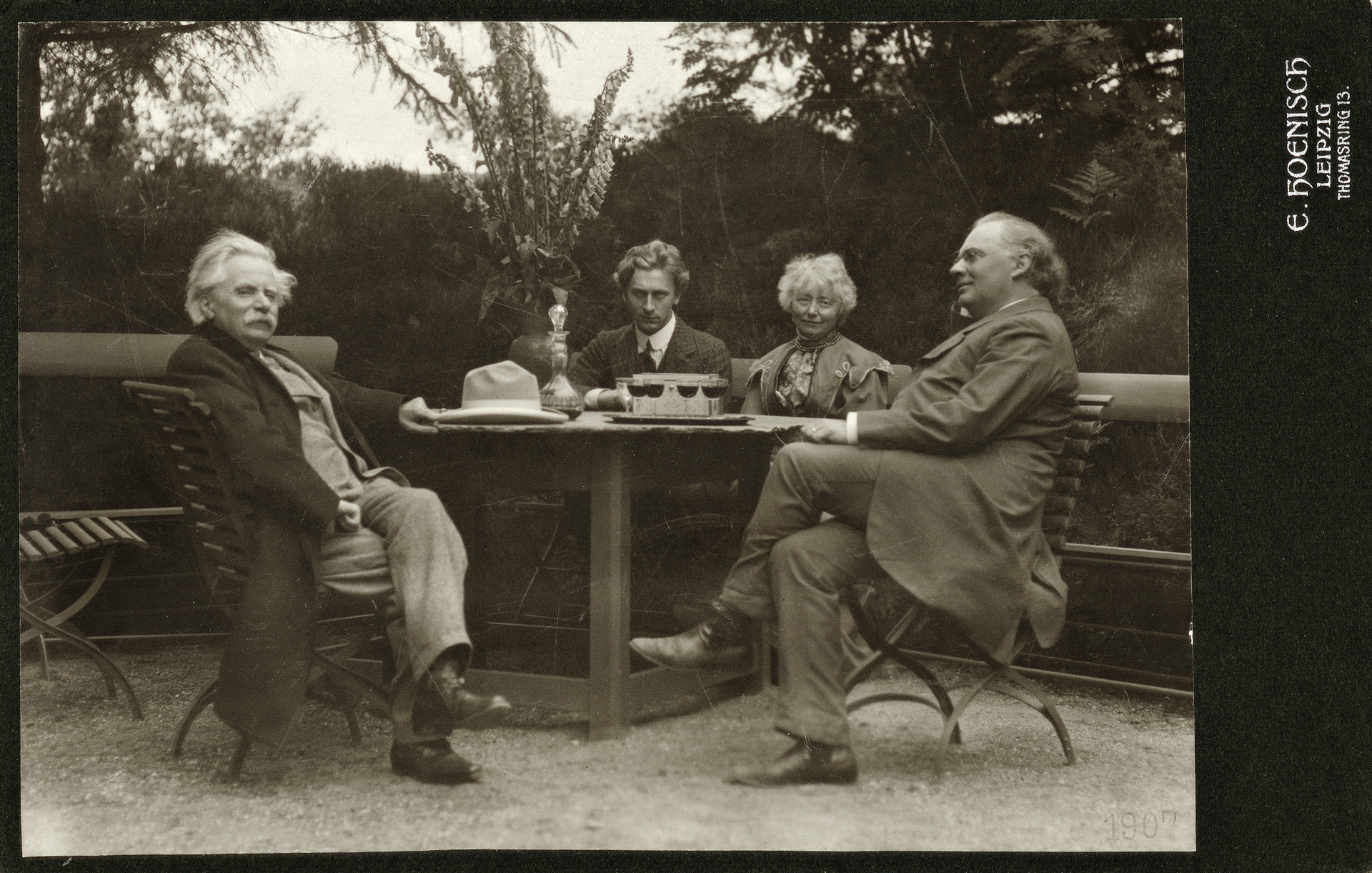
Gruppenbild mit der Opernsängerin Nina Grieg und den Komponisten Edvard Grieg, Percy Grainger und Julius Röntgen in Bergen, Norwegen
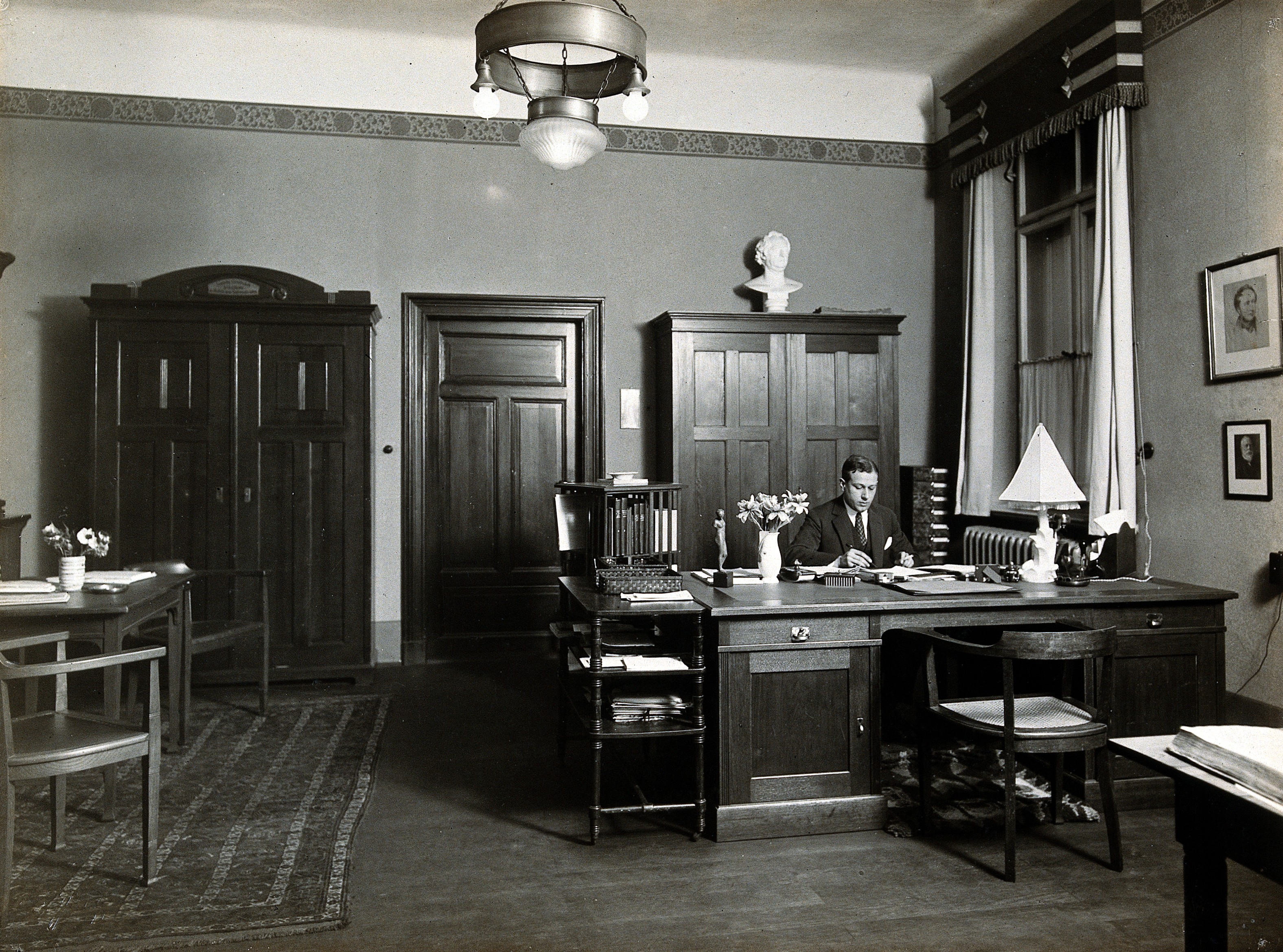
Medizinhistoriker Henry E. Sigerist in seinem Arbeitszimmer
Rechtswissenschaftler Adolf Wach
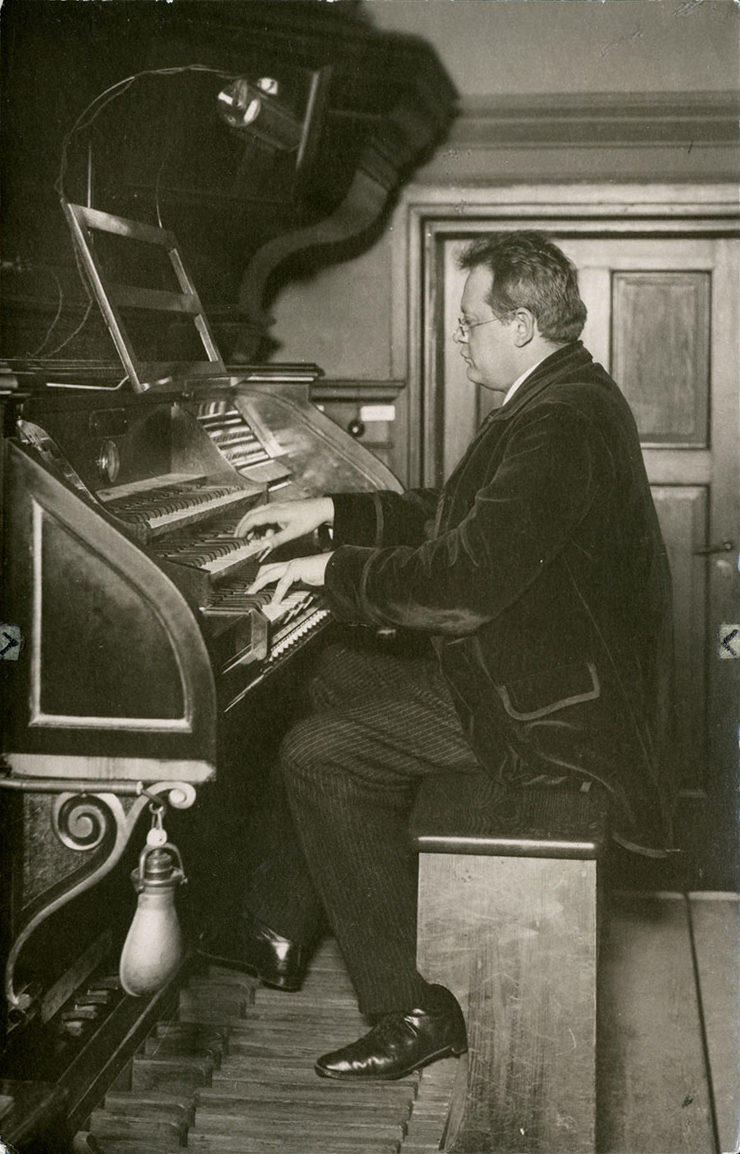
Komponist Max Reger an einer Sauer-Orgel
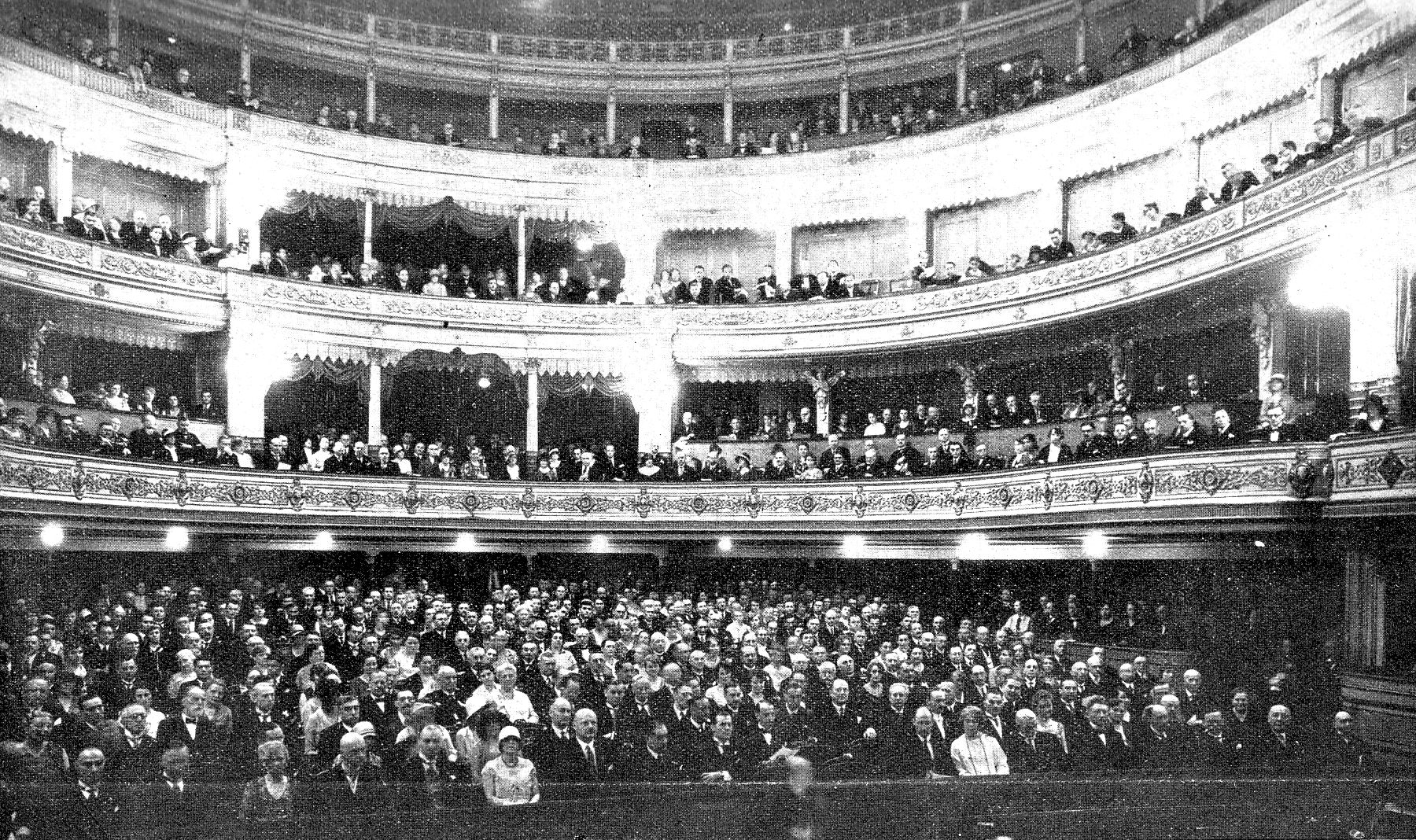
Neues Theater während des Welt-Pelz-Kongresses am 23. Juni 1930
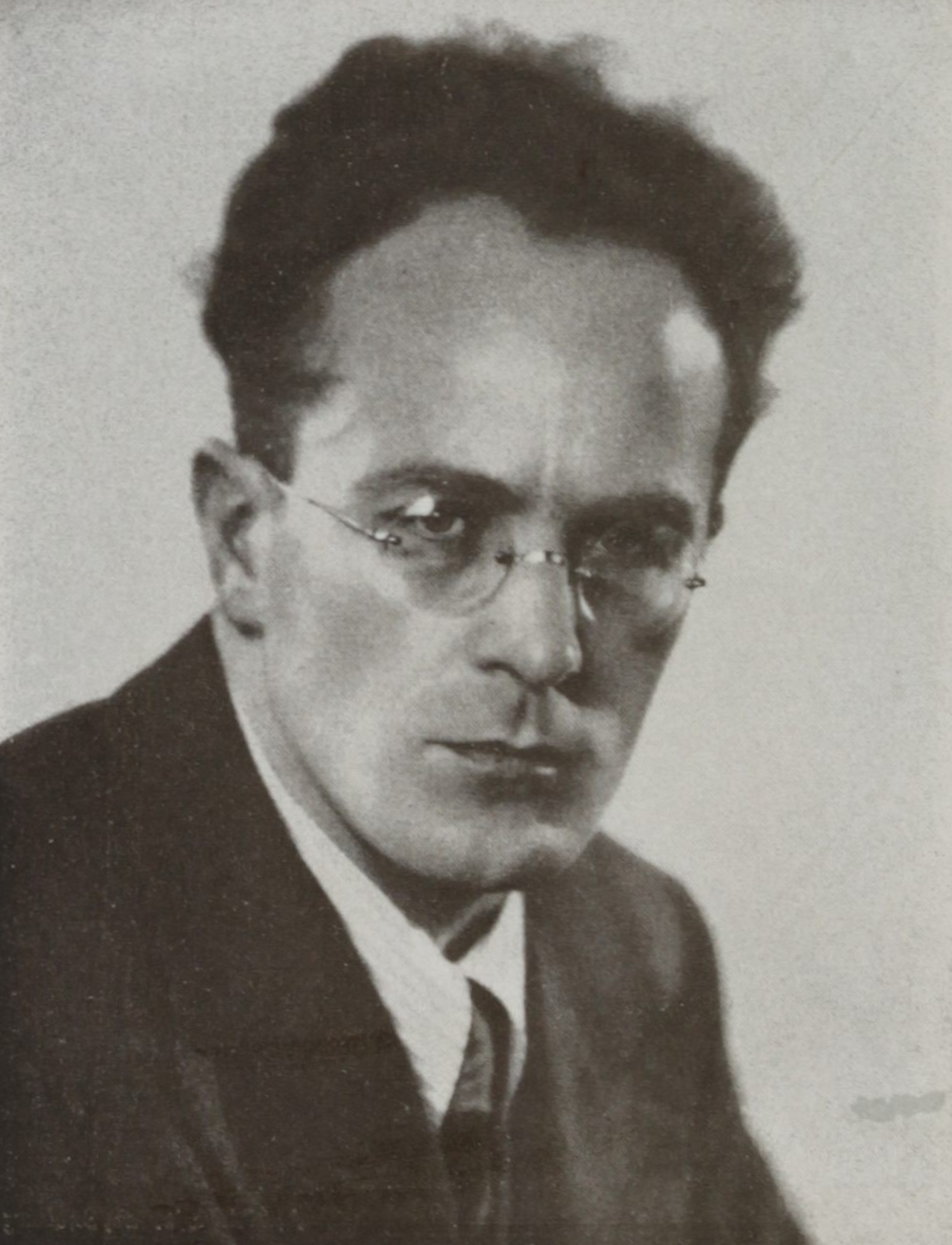
Komponist Johann Nepomuk David, um 1936